# KLK (canción)
«KLK» (abreviatura de "keloké"; una expresión coloquial), es una canción grabada por la artista de música electrónica venezolana Arca, con la voz de la cantante española de nuevo flamenco, Rosalía. Escrito por ambas artistas en la ciudad de Barcelona (España), el tema musical fue lanzado el 22 de junio de 2020 a través de XL Recordings y Columbia Records, como el cuarto sencillo del cuarto álbum de estudio de Arca, Kick I; dicho álbum fue nominado en el 2021 al Premio Grammy Latino en la categoría Mejor álbum de música alternativa y al Premio Grammy en la categoría Mejor álbum dance o electrónico.

## Antecedentes
Arca y Rosalía son amigas desde 2018. Su amistad comenzó cuando Arca descubrió a la cantante española a través de su exitoso sencillo «Malamente» y la vio en el festival de música Sónar. En abril de 2019, durante una transmisión en vivo en Instagram, Arca bromeó con una canción titulada «KLK» y dijo "No puedo esperar para publicar este disco, oh, dios mío". La pareja de amigas fue vista nuevamente en público en la fiesta PrEP+ de Frank Ocean en la ciudad de Nueva York, donde la venezolana tocó un DJ especial. En noviembre de 2019, Rosalía probó la voz de Arca como un interludio para la transición de «A palé» a «Con altura» durante su actuación en la noche de los Premios Grammy Latinos 2019.
El 8 de marzo de 2020, Arca reveló a Garage Magazine que su nuevo disco saldría en 2020 y que contaría con colaboraciones con Björk, Sophie y Rosalía, entre otros, confirmando la participación de la española en su cuarto disco de estudio. El 21 de junio, Arca y Rosalía tuvieron una conversación en una transmisión en vivo en Instagram, donde hablaron sobre pista y la vieron. Sin ningún anuncio previo, «KLK» fue lanzado en descarga digital y diferentes plataformas de streaming al día siguiente junto con su versión instrumental.

## Composición
La pista se grabó por primera vez en Barcelona el 17 de septiembre de 2018 y tenía la letra vacía. Dado que la cantante española estaba promocionando su segundo disco de estudio en Madrid y Miami, su voz fue enviada Arca a través de una nota de voz en WhatsApp. Por lo tanto, la canción se ha grabado en parte con un iPhone. «KLK» también fue producida por el músico venezolano y amigo de la escuela secundaria de Arca en Caracas, Luis Garban, quien graba bajo el nombre artístico de Cardopusher.
Sobre «KLK», Arca explicó que está inspirada en el raptor house y en la música tradicional venezolana, específicamente en un instrumento llamado furruco: "La música venezolana siempre ha estado conmigo y estoy agradecida de haber estudiado algunos de los estilos típicos de la música venezolana". "Siempre pienso en el furruco cuando programo un sub-bajo, es un instrumento indígena de Venezuela que se toca con fricción, se frota un palito enganchado del cuero de un tambor grande y tiene un super infra sub bajo, marca el pulso de la gaita, un estilo de música también típico de Venezuela".

## Créditos y personal
Créditos adaptados de Tidal.
- Alejandra Ghersi Rodríguez – productora, compositora
- Rosalía Vila Tobella – letrista
- Cardopusher (Luis Garban) – productor, compositor
- Alex Epton – mezclador, personal de estudio

## Lista de canciones
- Descarga digital – streaming

1. «KLK» – 3:47
2. «KLK» (Instrumental) – 3:47

## Historial de lanzamiento
| Región | Fecha               | Formato                    | Discográfica |
| ------ | ------------------- | -------------------------- | ------------ |
| Varios | 22 de junio de 2020 | Descarga digital streaming | XL           |